# Kan man dø i himlen
Kan man dø i himlen er en dansk børnefilm fra 2005 med instruktion og manuskript af Erlend E. Mo.

## Handling
Jonathan er 11 år og tænker mere over tingene, end de fleste af hans jævnaldrende. Da han var 8 år, begik hans far selvmord. Jonathan fik, som han selv udtrykker det, et kæmpechok, for faderen var ikke god til at tale om sine problemer. Ikke længe efter selvmordet, får Jonathan konstateret knoglekræft og må i gang med en langvarig sygdoms- og behandlingsperiode. Med mod, humor, livskraft og åbenhed, står Jonathan, hans mor og hans to brødre sammen om at arbejde sig igennem sorgen og sygdommen.